# Luca Ciriani
Luca Ciriani, né le 26 janvier 1967 à Pordenone, est un homme politique italien, chef de groupe du groupement des Frères d'Italie au Sénat de la République.
Le 22 octobre 2022, il succède à Federico D'Incà en tant que ministre des Relations avec le Parlement du Cabinet Meloni.